# کارول اوهمارت
کارول اوهمارت (انگلیسی: Carol Ohmart; ۳ ژوئن ۱۹۲۷ – ۱ ژانویهٔ ۲۰۰۲) بازیگر، مدل (شخص)، بازیگر تلویزیون و بازیگر سینما اهل ایالات متحده آمریکا بود.